# Aftonbladet Nya Medier

Aftonbladets logotyp

Aftonbladet Nya Medier är ett svenskt dotterbolag till Aftonbladet som publicerar nättidningen Aftonbladet.se.
VD är sedan april 2009 Anna Settman (gift med Peter Settman).